# Chiesa di San Giovanni Battista (Riccò del Golfo di Spezia)
La chiesa di San Giovanni Battista è un luogo di culto cattolico situato nella frazione di Valdipino nel comune di Riccò del Golfo di Spezia, in provincia della Spezia. La chiesa è sede della parrocchia omonima del vicariato della Bassa Val di Vara della diocesi della Spezia-Sarzana-Brugnato.

## Storia
Secondo alcune supposizioni la chiesa potrebbe essere stata edificata nel XIV secolo, in quanto una prima citazione ufficiale dell'edificio è datata al 1318. Parrocchia dal XV secolo fu alle dipendenze, come la parrocchiale di San Cristoforo di Ponzò, della pieve di Santa Maria Assunta di Pignone, dalla quale si staccò nel 1454.
Nel XVI secolo venne edificata la chiesa attuale, poi ingrandita nelle forme attuali a tre navate, a cui seguì una nuova trasformazione, modificando l'originario aspetto romanico degli interni, nel corso del XVIII secolo.

## Descrizione
La Chiesa Parrocchiale si presenta internamente organizzata in tre navate scandite da colonne monolitiche di tre metri di altezza in pietra arenaria; la navata principale termina con l'altare principale ed il presbiterio; le navate laterali terminano in cappelle con piccoli altari devozionali. Le coperture delle navate laterali sono costituite da campate di volte a crociera mentre la navata centrale è coperta da volta a botte affrescata. Le tecniche costruttive impiegate sono quelle tradizionali con largo impiego di pietra arenaria proveniente da cave locali. All'esterno il fronte principale risulta caratterizzato da finestra circolare soprastante il portale e da un coronamento ondulato della facciata. Il fronte laterale destro è caratterizzato dalla presenza di contrafforti per il sostegno lato valle dell'edificio, appoggiato lato monte a terrapieno.
Tra gli elementi decorativi si trovano il fonte battesimale in marmo, l'antico tabernacolo marmoreo (murato nei locali della sacrestia) e un altare in marmo del Settecento; tra le opere d'arte pittoriche una Madonna col Bambino e una statua omonima, quest'ultima forse opera dello scultore Anton Maria Maragliano o comunque della sua scuola scultorea genovese.
Sopra all'ingresso è situato un pregevole organo della Ditta Cavalli di Lodi del 1893.
Sono dipendenti dalla parrocchia il santuario di Nostra Signora dell'Agostina, l'oratorio di San Michele a Valdipino, il santuario di San Gottardo, la cappella della Santissima Annunziata e il borgo di Serenella, Falabiana e  Casella.